# بیستژننگک
بیستژننگک (به لهستانی:  Biestrzynnik) یک روستا در لهستان است که در گمینا اوژمک واقع شده‌است.